# Etapa Departamental de Apurimac 2015
La Etapa Departamental de Apurimac 2015  será la edición número 50 de la competición futbolística Apurimeña. 
El torneo otorga al cuadro campeón y subcampeón cupos para Copa Perú en su Etapa Nacional - Primera Fase.

## Participantes
Los participantes en la etapa Final son los siguientes.
| Provincia   | Club                               | Condición | Estadio                    |
| ----------- | ---------------------------------- | --------- | -------------------------- |
| Andahuaylas | Cultural Santa Rosa de Andahuaylas |           | Los Chankas de Andahuaylas |
| Andahuaylas | Sport Municipal de San Jerónimo    |           | Los Chankas de Andahuaylas |
| Abancay     | Club Miguel Grau de Abancay        |           | Monumental de Condebamba   |
| Cotabambas  | Mina Las Bambas                    |           | La Nueva Fuerabamba        |

## Liguilla Final
Se juega una Liguilla Final juegan todos contra todos en partidos de ida y vuelta y clasifican a Etapa Nacional-Primera Fase los dos mejores (Campeón y subcampeón).
| Equipo                          | PJ | PG | PE | PP | GF | GC | DG | Pts |
| ------------------------------- | -- | -- | -- | -- | -- | -- | -- | --- |
| Sport Municipal de San Jerónimo | 5  | 2  | 3  | 0  | 7  | 2  | +5 | 9   |
| Mina Las Bambas                 | 5  | 1  | 3  | 1  | 2  | 5  | -3 | 6   |
| Cultural Santa Rosa             | 5  | 1  | 2  | 2  | 5  | 4  | +1 | 5   |
| Club Miguel Grau de Abancay     | 5  | 0  | 4  | 1  | 3  | 6  | -3 | 4   |

| Liguilla Final                  | Liguilla Final | Liguilla Final                  | Liguilla Final             | Liguilla Final  | Liguilla Final | Liguilla Final | Liguilla Final | Liguilla Final | Liguilla Final | Liguilla Final | Liguilla Final |               |               |               |               |               |               |               |               |               |               |               |               |               |               |               |               |               |               |               |               |               |               |               |               |               |               |               |               |
| Local                           | Resultado      | Visitante                       | Estadio                    | Fecha           | Hora           |                |                |                |                |                |                |               |               |               |               |               |               |               |               |               |               |               |               |               |               |               |               |               |               |               |               |               |               |               |               |               |               |               |               |
| Primera Fecha                   | Primera Fecha  | Primera Fecha                   | Primera Fecha              | Primera Fecha   | Primera Fecha  | Primera Fecha  | Primera Fecha  | Primera Fecha  | Primera Fecha  | Primera Fecha  | Primera Fecha  | Primera Fecha | Primera Fecha | Primera Fecha | Primera Fecha | Primera Fecha | Primera Fecha | Primera Fecha | Primera Fecha | Primera Fecha | Primera Fecha | Primera Fecha | Primera Fecha | Primera Fecha | Primera Fecha | Primera Fecha | Primera Fecha | Primera Fecha | Primera Fecha | Primera Fecha | Primera Fecha | Primera Fecha | Primera Fecha | Primera Fecha | Primera Fecha | Primera Fecha | Primera Fecha | Primera Fecha | Primera Fecha |
| ------------------------------- | -------------- | ------------------------------- | -------------------------- | --------------- | -------------- | -------------- | -------------- | -------------- | -------------- | -------------- | -------------- | ------------- | ------------- | ------------- | ------------- | ------------- | ------------- | ------------- | ------------- | ------------- | ------------- | ------------- | ------------- | ------------- | ------------- | ------------- | ------------- | ------------- | ------------- | ------------- | ------------- | ------------- | ------------- | ------------- | ------------- | ------------- | ------------- | ------------- | ------------- |
| Mina Las Bambas                 | 1 - 1          | Club Miguel Grau de Abancay     | La Nueva FueraBamba        | 2 de agosto     | 14:00          |                |                |                |                |                |                |               |               |               |               |               |               |               |               |               |               |               |               |               |               |               |               |               |               |               |               |               |               |               |               |               |               |               |               |
| Sport Municipal de San Jerónimo | 2 - 1          | Cultural Santa Rosa             | Los Chankas de Andahuaylas | 2 de agosto     | 15:30          |                |                |                |                |                |                |               |               |               |               |               |               |               |               |               |               |               |               |               |               |               |               |               |               |               |               |               |               |               |               |               |               |               |               |
| Segunda Fecha                   |                |                                 |                            |                 |                |                |                |                |                |                |                |               |               |               |               |               |               |               |               |               |               |               |               |               |               |               |               |               |               |               |               |               |               |               |               |               |               |               |               |
| Mina Las Bambas                 | 0 - 0          | Sport Municipal de San Jerónimo | La Nueva FueraBamba        | 9 de agosto     | 14:00          |                |                |                |                |                |                |               |               |               |               |               |               |               |               |               |               |               |               |               |               |               |               |               |               |               |               |               |               |               |               |               |               |               |               |
| Club Miguel Grau de Abancay     | 1 - 1          | Cultural Santa Rosa             | Monumental de Condebamba   | 9 de agosto     | 15:00          |                |                |                |                |                |                |               |               |               |               |               |               |               |               |               |               |               |               |               |               |               |               |               |               |               |               |               |               |               |               |               |               |               |               |
| Tercera Fecha                   |                |                                 |                            |                 |                |                |                |                |                |                |                |               |               |               |               |               |               |               |               |               |               |               |               |               |               |               |               |               |               |               |               |               |               |               |               |               |               |               |               |
| Mina Las Bambas                 | 1 - 0          | Cultural Santa Rosa             | La Nueva FueraBamba        | 16 de agosto    | 14:00          |                |                |                |                |                |                |               |               |               |               |               |               |               |               |               |               |               |               |               |               |               |               |               |               |               |               |               |               |               |               |               |               |               |               |
| Club Miguel Grau de Abancay     | 1 - 1          | Sport Municipal de San Jerónimo | Monumental de Condebamba   | 16 de agosto    | 15:00          |                |                |                |                |                |                |               |               |               |               |               |               |               |               |               |               |               |               |               |               |               |               |               |               |               |               |               |               |               |               |               |               |               |               |
| Cuarta Fecha                    |                |                                 |                            |                 |                |                |                |                |                |                |                |               |               |               |               |               |               |               |               |               |               |               |               |               |               |               |               |               |               |               |               |               |               |               |               |               |               |               |               |
| Cultural Santa Rosa             | 0 - 0          | Sport Municipal de San Jerónimo | Los Chankas de Andahuaylas | 23 de agosto    | 15:30          |                |                |                |                |                |                |               |               |               |               |               |               |               |               |               |               |               |               |               |               |               |               |               |               |               |               |               |               |               |               |               |               |               |               |
| Club Miguel Grau de Abancay     | 0 - 0          | Mina Las Bambas                 | Monumental de Condebamba   | 23 de agosto    | 15:00          |                |                |                |                |                |                |               |               |               |               |               |               |               |               |               |               |               |               |               |               |               |               |               |               |               |               |               |               |               |               |               |               |               |               |
| Quinta Fecha                    |                |                                 |                            |                 |                |                |                |                |                |                |                |               |               |               |               |               |               |               |               |               |               |               |               |               |               |               |               |               |               |               |               |               |               |               |               |               |               |               |               |
| Cultural Santa Rosa             | 3 - 0          | Club Miguel Grau de Abancay     | Los Chankas de Andahuaylas | 30 de agosto    | 15:30          |                |                |                |                |                |                |               |               |               |               |               |               |               |               |               |               |               |               |               |               |               |               |               |               |               |               |               |               |               |               |               |               |               |               |
| Sport Municipal de San Jerónimo | 4 - 0          | Mina Las Bambas                 | Los Chankas de Andahuaylas | 29 de agosto    | 15:30          |                |                |                |                |                |                |               |               |               |               |               |               |               |               |               |               |               |               |               |               |               |               |               |               |               |               |               |               |               |               |               |               |               |               |
| Sexta Fecha                     |                |                                 |                            |                 |                |                |                |                |                |                |                |               |               |               |               |               |               |               |               |               |               |               |               |               |               |               |               |               |               |               |               |               |               |               |               |               |               |               |               |
| Cultural Santa Rosa             |                | Mina Las Bambas                 | Los Chankas de Andahuaylas | 5 de septiembre | 15:30          |                |                |                |                |                |                |               |               |               |               |               |               |               |               |               |               |               |               |               |               |               |               |               |               |               |               |               |               |               |               |               |               |               |               |
| Sport Municipal de San Jerónimo |                | Club Miguel Grau de Abancay     | Los Chankas de Andahuaylas | 6 de septiembre | 15:30          |                |                |                |                |                |                |               |               |               |               |               |               |               |               |               |               |               |               |               |               |               |               |               |               |               |               |               |               |               |               |               |               |               |               |

| Sport Municipal |
| Campeón         |
| ' º título      |